# Luisa Ballesteros Rosas
Luisa Ballesteros Rosas est née en 1957 à Boavita en Colombie. Essayiste et poétesse, elle vit à Paris.
Elle est professeure émérite de Littérature et Civilisation d'Amérique latine, CY Cergy Paris Université.

## Biographie

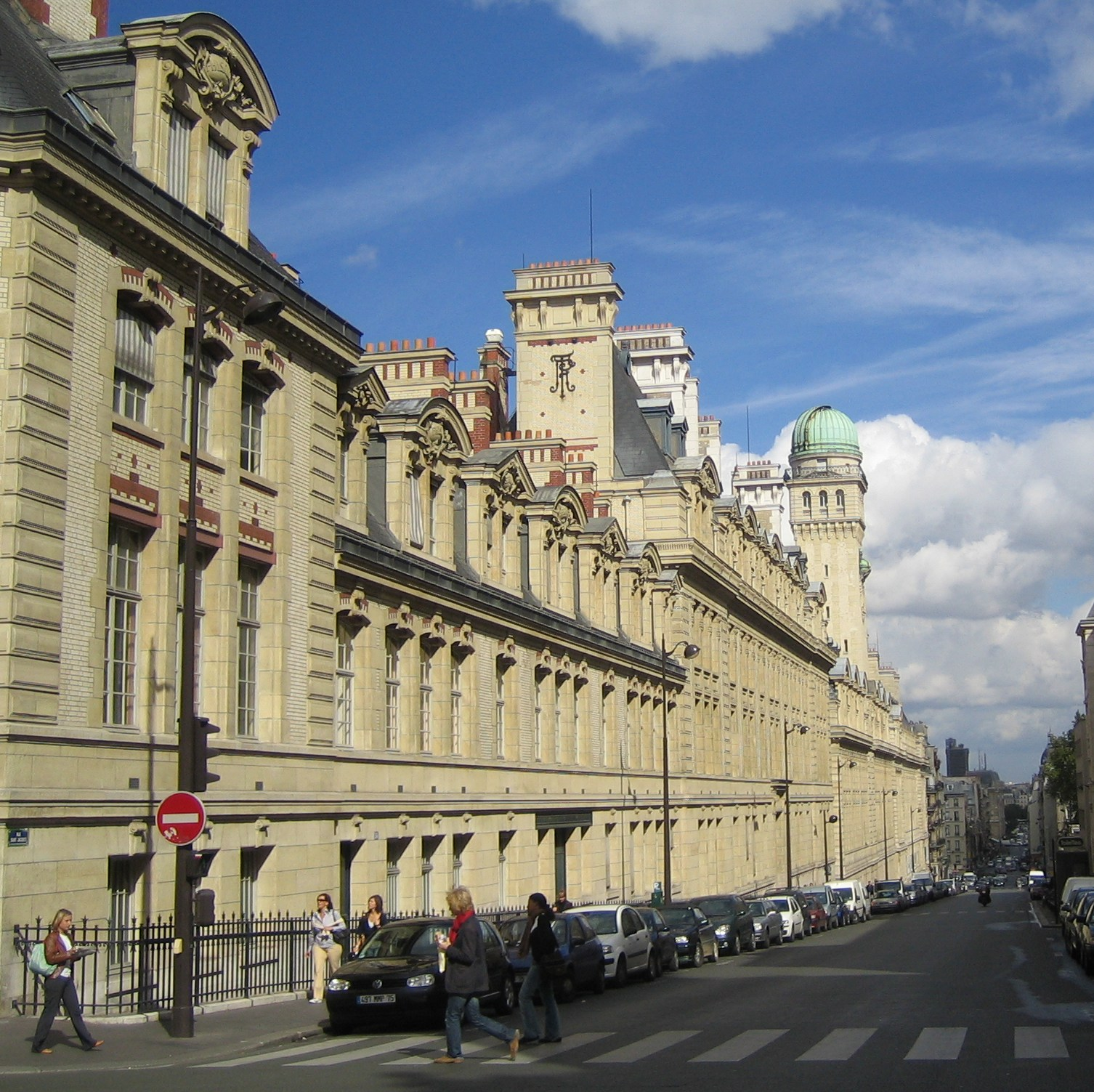
Bâtiments de l'université Paris-Sorbonne depuis la rue Saint-Jacques (Paris).

Luisa Ballesteros Rosas, née en 1957 à Boavita, dans le département de Boyacá, en Colombie, est essayiste, poétesse et écrivaine.
Elle réalise ses études à Paris où elle obtient le certificat supérieur de français, le doctorat d'études ibériques et latino-américaines et l'Habilitation à Diriger des Recherches de l'Université Paris-Sorbonne (Paris IV).
De nationalité franco-colombienne, résidant à Paris depuis les années 1980, elle écrit en espagnol et en français. Après avoir enseigné la littérature et la civilisation d'Amérique latine à l'université de Paris IV-Sorbonne (1995-1997), elle est passée à maître de conférences, HDR et directrice du Département d'études ibériques et latino-américaines. Elle consacre ses recherches aux écrivaines, la société et l'histoire du continent latino-américain.
Centres de recherches et associations :
Luisa Ballesteros Rosas est membre :
- de l'UMR Héritages de CY Cergy Paris Université,
- du CRIMIC, Centre de recherches interdisciplinaires sur les mondes ibériques contemporains, de   Sorbonne Université,
- du CSIC de Madrid.
- du « Pen de escritores de Colombia »[5].
- de la Academia Boyacense de la Lengua, filial de la Academia Colombiana de la Lengua.

## Œuvres publiées
- La humedad del sol (nouvelle), 1975[5]
- La fiesta de las olas (poésie), 1976[5]
- La Femme écrivain dans la société latino-américaine (essai), préface de Jean-Paul Duviols, Paris, Éditions L'Harmattan, 1994[6],[7]
- Plume de colibri (recueil de poèmes), édition bilingue[8], Paris, Éditions L'Harmattan, 1997[9]
- La escritora en la sociedad latinoamericana, Santiago de Cali, Éditions Universidad del Valle, 1997[10]
- Palabras de mujer (collectif), Mexico, Linajes Editores, 2000[5]
- Memoria del ovido - Mémoire de l'oubli (recueil de poèmes), édition bilingue, traduit de l'espagnol par Julián Garavito, Paris, Éditions L'Harmattan, 2001[11]
- Diamant de la nuit - Diamante de la noche (recueil de poèmes), édition bilingue, co-traducteur Claude d'Ornano, préface de Rubén Bareiro Saguier, illustrations de Francisco Rocca, Paris, Éditions Caractères, 2003[12]
- De l'autre côté du rêve - Al otro lado del sueño (recueil de poèmes), édition bilingue, Paris, Éditions L’Harmattan, 2011[13].
- Cuando el llanto no llega (roman) Madrid, Grupo Editorial Sial Pigmalión, 2017  (ISBN 9788417043469)
- Las escritoras y la historia de América Latina, Santiago de Cali, Editions Universidad del Valle, 2017
- Historia de Iberoamérica en las obras de sus escritoras, Madrid, Grupo Editorial Sial Pigmalión  (ISBN 9788417397173) Prix International de Littérature Virginia Woolf 2018, avec l'ensemble de son œuvre. Prix du meilleur essai littéraire à la Feria Internacional del Libro de Madrid 2018.
- Memoria de agua - Mémoire de l'eau (recueil de poèmes), édition bilingue, préface de Cecilia Castro Lee, Madrid, Grupo Editorial Sial Pigmalión, 2024  (ISBN 978-84-19928-25-2)

Representaciones literarias de las Independencias iberoamericanas (Dir.), Madrid, Sial Pigmalion 2018  (ISBN 9788417397432)
Francia-Colombia: miradas cruzadas (Dir.), Madrid, Sial / Trivium, Sial Pigmalión 2021  (ISBN 9788418333545)